# Houston Film Critics Society
 (avril 2025).
Motif : Une association de critiques de films parmi tant d'autres dont la notoriété ne semble pas évidente. Existe-t-il des analyses sur ce sujet ? Sans sources secondaires ajoutées, le doute est légitime.
- Archive Wikiwix
- Bing
- Cairn
- DuckDuckGo
- E. Universalis
- Gallica
- Google
- G. Books
- G. News
- G. Scholar
- Persée
- Qwant
- (zh) Baidu
- (ru) Yandex
- (wd) trouver des œuvres sur Wikidata

| 1. | Préciser le motif de la pose du bandeau. | Précisez le motif de la pose du bandeau en utilisant la syntaxe suivante : {{admissibilité à vérifier\|date=avril 2025\|motif=remplacez ce texte par le motif}}                                   |
| 2. | Informer les utilisateurs concernés.     | Pensez à avertir le créateur de l'article, par exemple, en insérant le code ci-dessous sur sa page de discussion : {{subst:avertissement admissibilité à vérifier\|Houston Film Critics Society}} |

La Houston Film Critics Society (HFCS) est une association de critiques de cinéma basée à Houston au Texas, et fondée en 2008.
Elle remet chaque année les Houston Film Critics Society Awards (HFCS Awards), qui récompensent les meilleurs films de l'année.

## Catégories de récompense
- Meilleur film
- Meilleur réalisateur
- Meilleur acteur
- Meilleure actrice
- Meilleur acteur dans un second rôle
- Meilleure actrice dans un second rôle
- Meilleur scénario
- Meilleure photographie
- Meilleure chanson originale
- Meilleure musique de film
- Meilleur film en langue étrangère
- Meilleur film d'animation
- Meilleur film documentaire
- Meilleur film indépendant du Texas
- Pire film
- Meilleure réussite artistique
- Meilleure réussite technique
- Humanitarian of the Year Award
- Lifetime Achievement Award